# Gymnanthula
Gymnanthula is een geslacht van neteldieren uit de klasse van de Anthozoa (bloemdieren).

## Soort
- Gymnanthula sennai (Calabresi, 1927)